# Cmentarz żydowski w Łęczycy
Cmentarz żydowski w Łęczycy – cmentarz w Łęczycy założony w II połowie XV wieku.
Znajdował się przy obecnej ulicy ks. Jerzego Popiełuszki. Obszar kirkutu znacznie poszerzono w l. 30. XIX w. W czasie konfliktu między częścią Gminy Żydowskiej w Łęczycy a rabinem Malbimem "buntowników" chowano na starej części cmentarza. Zlikwidowany przez nazistów podczas II wojny światowej - po wojnie teren przeznaczono pod zabudowę mieszkaniową. Trzy zachowane nagrobki znajdują się obecnie w Muzeum Ziemi Łęczyckiej - najstarszy z nich pochodzi z 1820 roku.
Na kirkucie do II wojny światowej istniał ohel rabinackiego rodu Auerbachów, w którym spoczął m.in. pisarz religijny i rabin Łęczycy Chaim Auerbach oraz jego syn, również pisarz religijny i rabin Łęczycy, Izaak Chaim Auerbach. Odnaleziony pod koniec XX w. nagrobek Mnychy Rogozińskiej wywieziono do Australii. Na kirkucie spoczywali także przodkowie pisarki Agaty Tuszyńskiej.
Opis cmentarza z wymienionymi ważnymi rabinami i pisarzami religijnymi pochowanymi na nim znajduje się w książce Izaaka Frenkela, wydanej w 1953 w Tel Awiwie, Sefer Linshits ((ang.). Memorial book of Leczyca).